# Liste litauischer Kriminologen
Diese Liste gibt eine (nicht abschließende) Übersicht enzyklopädisch relevanter Kriminologen aus Litauen.
Einen Lehrstuhl für Kriminologie besaß die Juristische Fakultät der Mykolas-Riomeris-Universität. Eine Abteilung für Kriminologie besteht am Litauischen Rechtsinstitut. Neben den hier aufgelisteten Lehrstuhlinhabern sind auch einige Professoren an der Philosophischen Fakultät der Universität Vilnius mit der Forschung über Kriminalität und Devianz befasst (siehe Liste von Kriminalsoziologen), Kriminologen der Forschungsinstitutionen, anderer öffentlicher Dienststellen.

## A
- Šarūnas Adomavičius (* 1951)

## B
- Genovaitė Babachinaitė
- Egidijus Bieliūnas
- Jurijus Bluvšteinas

## D
- Aleksandras Dobryninas (*  1955), Soziologe und Kriminologe

## G
- Aurelijus Gutauskas
- Rūta Gajauskaitė
- Jūratė Galinaitytė

## J
- Viktoras Justickis

## Š
- Zita Šličytė (*  1943), Viktimologin

## U
- Algimantas Urmonas (* 1942)

## Z
- Salomėja Zaksaitė (* 1985), Kriminologie und Strafsportrecht